# Better Off Dead (Elton John)
Better Off Dead è un brano composto ed interpretato dall'artista britannico Elton John; il testo è di Bernie Taupin.

## Il brano
Proveniente dall'album del 1975 Captain Fantastic and the Brown Dirt Cowboy, si tratta del brano più corto dell'album. Si presenta come un brano probabilmente influenzato dalla musica classica, decisamente ritmato e sofisticato (mostra tutta l'abilità compositiva di Elton presentando numerosi cambiamenti di tempo, che da 12/8 passa a 9/8, cosa veramente inusuale nel mondo del rock): mette in evidenza la Elton John Band formata da Dee Murray (al basso), Davey Johnstone (alla chitarra), Nigel Olsson (alla batteria) e Ray Cooper (alle percussioni). Qui la batteria tiene il tempo a mo' di tamburo; particolarmente udibili ad un certo punto del brano sono anche dei cori.
Il testo di Taupin è ancora una volta ermetico ed enigmatico: visto il contesto autobiografico dell'album di provenienza, potrebbe trattarsi delle esperienze notturne di Elton e Bernie nella Londra della fine degli anni Sessanta.
Better Off Dead, lodata dalla critica così come tutto l'LP, è stata sporadicamente eseguita live. Faceva però parte della scaletta dei concerti solo piano e percussioni del 1979: essi hanno contribuito enormemente alla popolarità di Elton in Russia, al punto da fargli ammettere di non aver mai avuto un successo di tali proporzioni.
Inoltre, il brano è stato eseguito al concerto Elton 60 volto a celebrare i 60 anni di John, tenutosi il 25 marzo 2007 al Madison Square Garden di New York.